# 브랜디쉬
《브랜디쉬》는 니혼 팔콤이 제작한 일련의 액션 롤플레잉 게임 시리즈이다. 1991년 PC-9801와 FM 타운즈로 출시된 《브랜디쉬》로 시작해 총 네 작품이 개발됐다.
검사 아레스와 마법사 도라를 포함한 주인공들이 던전을 돌파하는 이야기가 주를 이룬다. 2D 그래픽을 사용하나 게임플레이상 시점이 주인공의 정면으로 고정돼, 플레이어가 90도로 회전할 시 맵 전체가 같이 회전하는 것이 특징이다.

## 게임
- 《브랜디쉬》 (1991)
- 《브랜디쉬 2》 (1993)
- 《브랜디쉬 3》 (1994)
- 《브랜디쉬 VT》 (1996)
  - 《브랜디쉬 4》 (1998)

## 후속
주인공들 중 하나인 도라는 팔콤의 2010년 크로스오버 게임 《이스 vs. 하늘의 궤적: 얼터너티브 사가》에 출연했다.

## 참조

### 내용주
1. ↑  영어: Brandish, 일본어: ブランディッシュ